# 刘王庙
刘王庙位于中国浙江省湖州市德清县新市镇刘王堂，为祭祀南宋将领刘锜的庙宇，始建于明万历四年（1576），今建筑为清代增修，分山门、戏台和大殿三进，其中戏台东墙上保存了自清代同治五年至光绪十六年（1866-1890）在此演出的戏班所留墨书题记，内容包含演出时间、戏班名称和所演剧目，亦有少许艺人名字、艺人生活的记述及图画，其中戏班主要包含3个昆曲戏班和30多个徽剧、京剧戏班，剧目则涵盖了昆曲、徽剧和京剧等剧种的170多个剧目，为浙江省内罕见的戏剧史资料。